# محمد عبد القيوم خان
سردار محمد عبد القيوم خان (بالأردية: سردار محمد عبد القيوم) سياسي كشميري شغل أيضًا منصب رئيس ورئيس الوزراء آزاد جامو وكشمير. كما ظل رئيسًا لمؤتمر جميع مسلمي جامو وكشمير لأكثر من 20 عامًا.
شارك بنشاط في النضال الكشميري من أجل الحرية. وحصل على لقب المجاهد الأول، ويُعتقد أنه الشخص الذي أطلق الطلقة الأولى في الحرب الهندية الباكستانية عام 1947.